# Shine (Collective Soul)
Shine is een nummer van de Amerikaanse rockband Collective Soul uit 1994. Het is de eerste single van hun debuutalbum Hints Allegations and Things Left Unsaid.
Het nummer werd vooral in Noord-Amerika en Oceanië een hit. In de Amerikaanse Billboard Hot 100 haalde het de 11e positie. In het Nederlandse taalgebied flopte "Shine" echter.